# Arkhànguelskoie (Baixkíria)
Arkhànguelskoie - Архангельское (rus) - és un poble de Baixkíria, a Rússia, que en el cens del 2010 tenia 5.819 habitants. Alguns dels pobles que pertanyen al districte de Baixkíria són: Abzànovo.